# Neobarok
Neobarok  je naziv za jedan umjetnički pravac unutar stilskog razdoblja historicizma, koji je okvirno trajao od kraja 19. st. do početka Prvog svjetskog rata, a najviše se ogledao u arhitekturi kod podizanja reprezentativnih javnih građevina.

## Povijest i karakteristike
Neobarok je krenuo iz Francuske gdje se zvao i Stil drugog carstva, on je bio široko prihvaćen i po Sjedinjenim Američkim Državama, po čitavoj Latinskoj Americi i po dalekom istoku Japan, Kina.
Stil se od 1885. godine počeo širiti i po Velikoj Britaniji i svim zemljama Britanskog Carstva.
Veliki utjecaj na ponovno buđenje interesa za baroknu arhitekturu, imala je pariška Akademija umjetnosti - École des Beaux-Arts koja je bila najuticajniji arhitektonski studij u zapadnog svijeta 19. st. Svoje je studente obrazovala za projektiranje monumentalnih javnih građevina u klasičnom stilu. Pariška opera (Opéra Garnier) iz 1875. Charlesa Garniera bila je amblematska građevina neobaroka.
Po austrougarskim zemljama se podiglo puno građevina u tom stilu, posebno je produktivan bio arhitektonski ured Fellner & Helmer, koji je podigao 48 kazališnih palača u tom stilu od Beča, Graza, Budimpešte, Odese, Hamburga, Zagreba, Sofije, Brna, Rijeke...

## Galerija
- HNK Zagreb
- Zgrada Radničkoga doma u Vukovaru
- Volkstheater Beč
- Zgrada rektorata Sofija
- Kupalište Széchenyi Budimpešta

## Vanjske poveznice
- NeoBaroque Architecture (na portalu essential-architecture)  Arhivirana inačica izvorne stranice od 8. ožujka 2013. (Wayback Machine) (engl.)